# Міністерство будівництва і експлуатації автомобільних шляхів Української РСР
Міністерство будівництва і експлуатації автомобільних шляхів Української РСР — республіканське міністерство, входило до системи органів будівництва і експлуатації автомобільних шляхів СРСР і підлягало в своїй діяльності Раді Міністрів УРСР.

## Історія
Утворене 26 листопада 1968 року.

## Міністри будівництва і експлуатації автомобільних шляхів УРСР
- Шульгін Микола Павлович (1968—1987)
- Гуц Віктор Тимофійович (1987—1990)